# Georgios Vassiliou
Georgios Vassiliou (in greco Γιώργος Βασιλείου; Famagosta, 20 maggio 1931) è un politico cipriota.
È stato il terzo Presidente di Cipro, in carica dal febbraio 1988 al febbraio 1993.
È stato inoltre il primo Presidente del partito Democratici Uniti (EDI), che ha guidato dal 1996 al 2005. In questo ruolo è stato seguito da Michalis Papapetrou.
È il marito di Androulla Vassiliou.